# Lenoblita
La lenoblita és un mineral de la classe dels òxids. Rep el nom pel geòleg francès André Lenoble (?-1968), cap del Laboratori de Mineralogia i cap d'exploració de la Comissió francesa de l'Energia Atòmica.

## Característiques
La lenoblita és un òxid de fórmula química V4+₂O₄·2H₂O. Va ser aprovada com a espècie vàlida per l'Associació Mineralògica Internacional l'any 1970. Cristal·litza en el sistema ortoròmbic.
Segons la classificació de Nickel-Strunz, la lenoblita pertany a «04.HG: V[5+, 6+] vanadats. Òxids de V sense classificar» juntament amb els següents minerals: fervanita, navajoïta, huemulita, vanalita, vanoxita, simplotita, delrioïta, metadelrioïta, barnesita, hendersonita, grantsita i satpaevita.

## Formació i jaciments
Va ser descoberta a la mina Mounana, situada a la localitat homònima dins el departament de Léboumbi-Leyou, a la província d'Haut-Ogooué (Gabon). També ha estat descrita a l'Uzbekistan, els Estats Units, Itàlia i Alemanya.